# Сипуха крапчаста
Сипуха крапчаста (Tyto alba) — вид птахів родини сипухових, ряду совоподібних. Довжина 33 — 39 см, вага 241 — 355 г. В Україні гніздовий птах Закарпаття і західної та центральної частини Лісостепу. Корисний птах (живиться мишовидними гризунами). Занесений до Червоної книги України.

## Таксономічна належність
Ряд Совоподібні — Strigiformes, родина Сипухові — Tytonidae. Один з 9-ти видів роду, єдиний вид роду і родини у фауні України, представлений підвидом T. a. guttata.

## Ареал виду та поширення в Україні
Має широкий гніздовий ареал: Америка, Передня, Південна і Південно-Східна Азія, Африка, Австралія та острови Океанії. У Європі від Атлантики до центральних областей України. Зареєстрований на гніздуванні в західних і центральних областях України, а також на півночі Одещини. У негніздовий період може з'являтися в інших районах України.

## Чисельність і причини її зміни
Європейська популяція налічує 110—220 тис. пар. В Україні чисельність дуже низька і, ймовірно, далі знижується. Орієнтовно гніздиться до 30 пар. У більшості країн відзначено тенденцію до зменшення чисельності, що обумовлено зменшенням кількості придатних для гніздування місць, загибеллю птахів у суворі багатосніжні зими, збідненням кормової бази, застосуванням отрутохімікатів у сільському господарстві, загибеллю на дорогах.

## Особливості біології та наукове значення
В межах України переважно осілий; зареєстровані кочівлі на значні відстані: у м. Ніжині Чернігівської області виявлена особина, закільцьована в Німеччині. Гніздиться в населених пунктах у будівлях і в дуплах дерев. Шлюбний період починається в березні. Кладка (4-8 яєць) з'являється в кінці квітня, термін насиджування — 30-34 дні. Молодь залишає гніздо на 35-45-й день після вилуплення.
У роки спалаху чисельності мишоподібних гризунів може мати два репродуктивних цикли. Живиться переважно дрібними ссавцями, птахами та земноводними, значно рідше комахами та павуками.
Сипухи кричать, а не пугукають. Цей звук належить іншим совам.

## Морфологічні ознаки
Довжина тіла — 33-38 см, розмах крил — 85-93 см, маса тіла — близько 300 г. У T. a. guttata забарвлення верху сірувате, низу — іржасте, темні плями виражені та численні. Хвіст рудий. Дзьоб жовтуватий. Райдужна оболонка ока чорна.

## Режим збереження популяцій та заходи з охорони
Внесено у Додаток II Конвенції з міжнародної торгівлі вимираючими видами дикої фауни та флори (CITES), перелік Бернської конвенції (Додаток II). Занесений до Червоної книги України (1994, 2009).
Охороні сприятиме виявлення та збереження місць гніздування, збільшення чисельності можливе завдяки встановленню штучних гніздівель у місцях оселення виду.

## Галерея

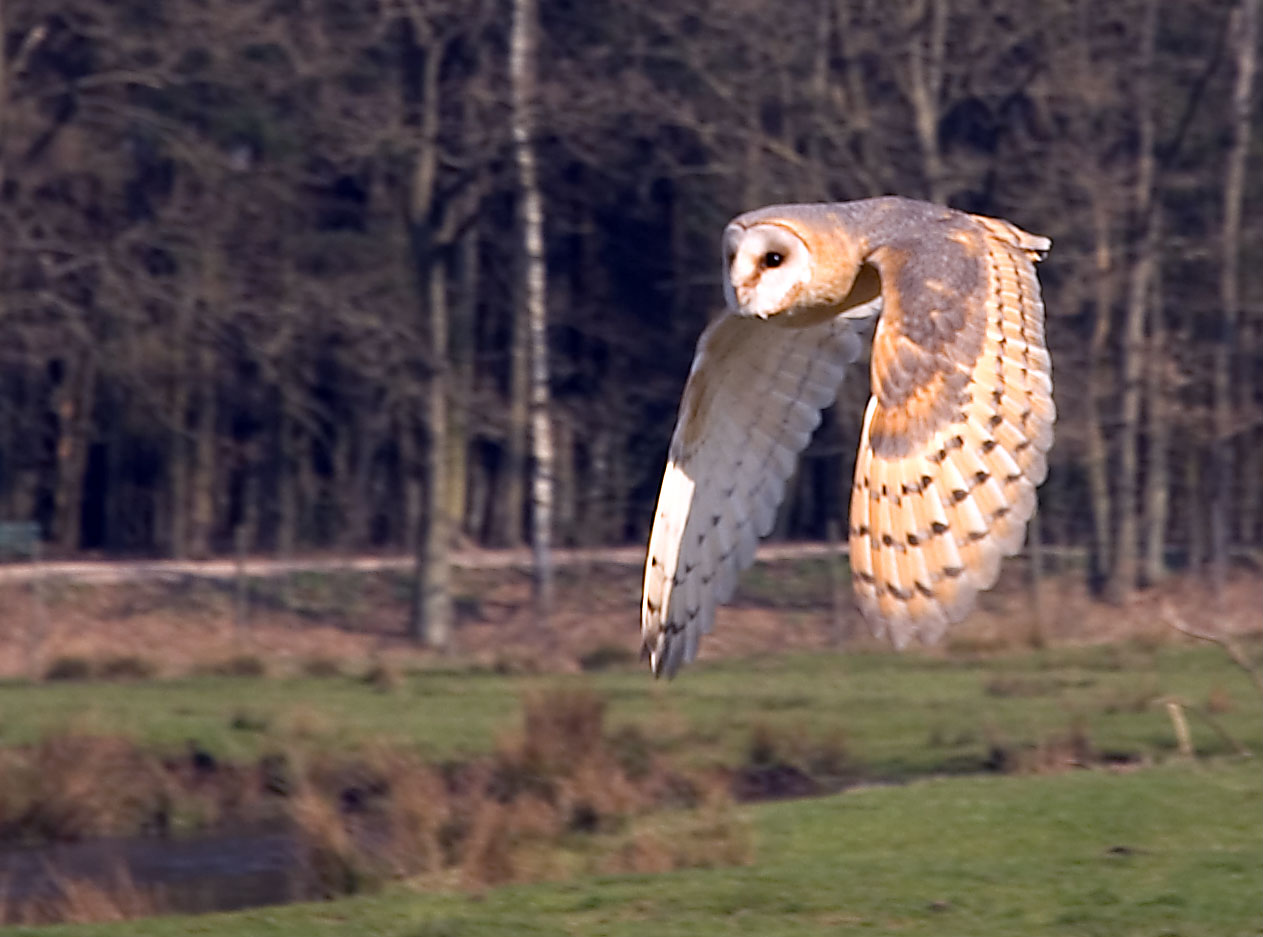
Сипуха у польоті
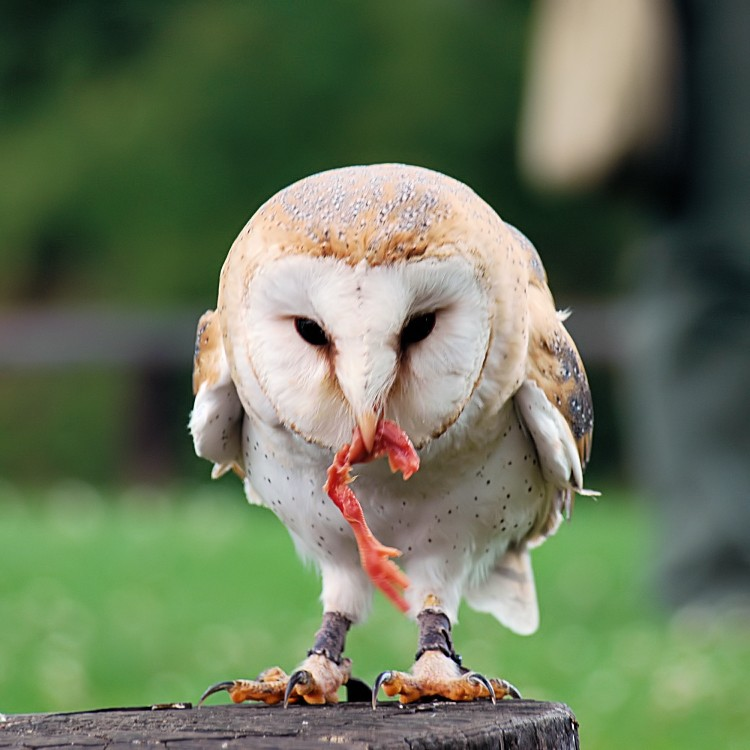
Сипуха за трапезою
- Череп сипухи
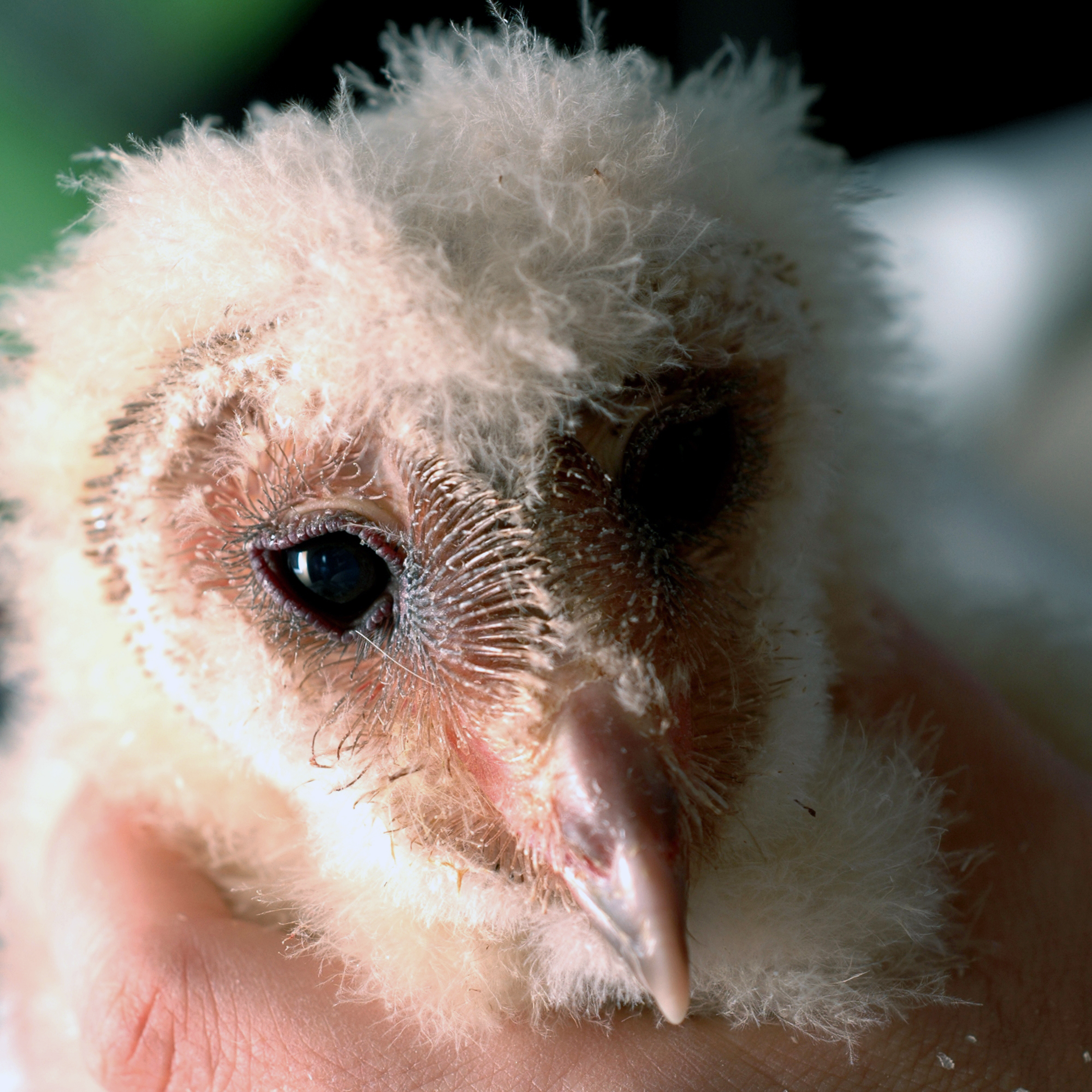
Пташеня сипухи у пуховому вбранні
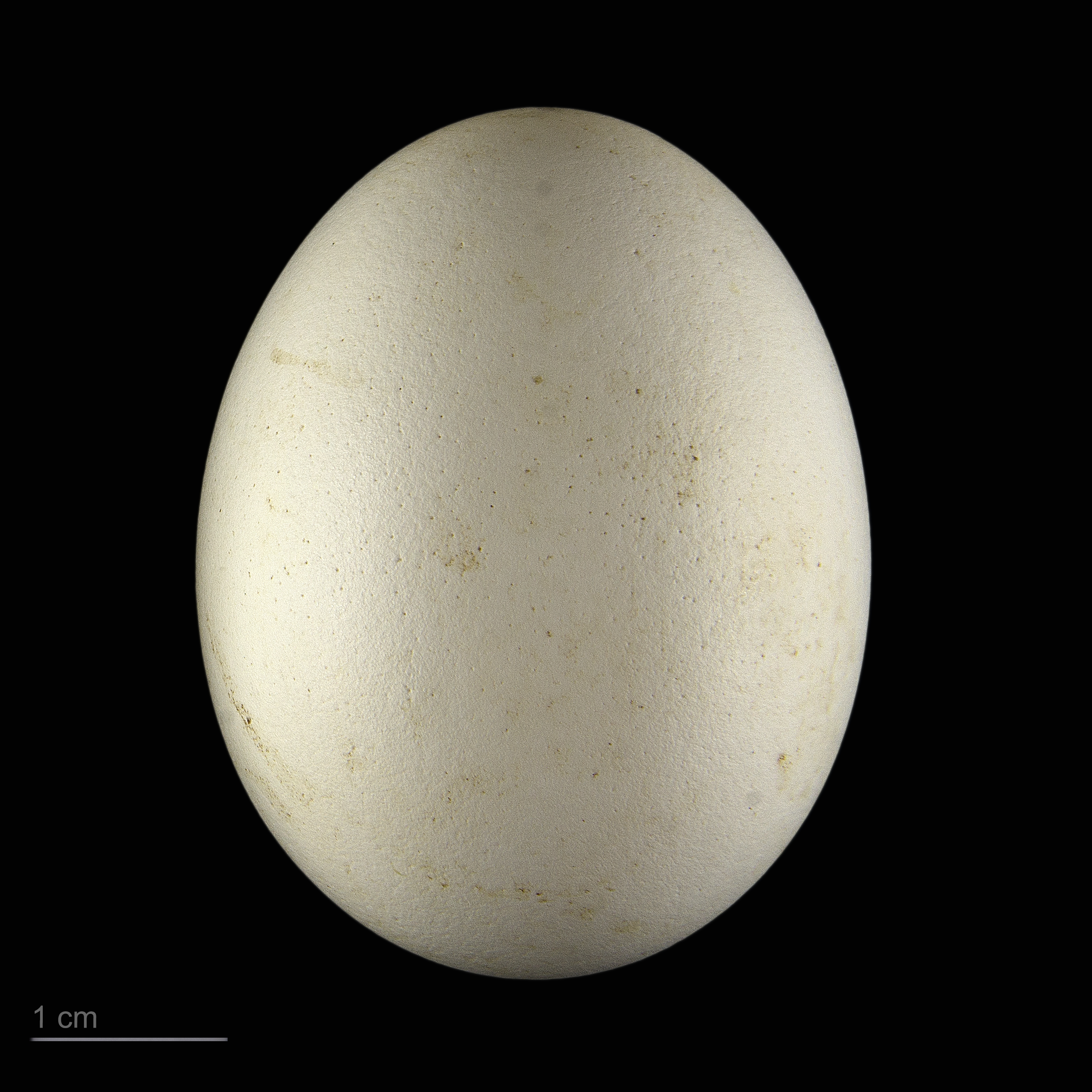
яйце Tyto alba guttata -  Тулузький музей